# Battle Through Time
Battle Through Time è un videogioco di tipo sparatutto a scorrimento pubblicato nel 1984 per Commodore 64. Strutturalmente molto simile al classico arcade Moon Patrol (1982), raffigura un veicolo terrestre ATV che viene trasportato nel tempo e partecipa a diverse battaglie attraverso epoche passate e future. Quelle ambientate nel passato sono ispirate a guerre reali, ma la nazionalità dei combattenti non è specificata.

## Modalità di gioco
Si tratta di uno sparatutto a scorrimento orizzontale continuo verso destra, con visuale di profilo e sfondo con effetto di parallasse. Il giocatore controlla il veicolo che può accelerare o rallentare, saltare e sparare contemporaneamente in avanti e verso l'alto. Ci sono infatti nemici e ostacoli a terra e nemici in volo, adeguati all'epoca di ciascun livello. Per superare un livello bisogna percorrere una distanza di 10 miglia.
I sette livelli/epoche, che si ripetono ciclicamente, sono:
1. Prima guerra mondiale - i nemici principali sono biplani che sganciano bombe e vanno evitati anche quando precipitano dopo che il giocatore li ha colpiti.
2. Seconda guerra mondiale - simile al precedente, con mezzi più moderni.
3. Guerra di Corea - i nemici principali sono aerei a reazione armati di missili.
4. Guerra del Vietnam - i nemici principali sono elicotteri.
5. Terza guerra mondiale - da qui in avanti l'anno di ambientazione è sconosciuto. Lo scenario è fantascientifico e al termine del livello si assiste a una devastazione nucleare mondiale.
6. War Mutations - uno scenario post-apocalittico con creature mostruose che emergono dalla terra.
7. In the Beginning - un ritorno alla preistoria, con pterodattili nel cielo. Al termine del livello lo scorrimento si ferma e si affronta un mostro finale simile a un tirannosauro.

Gli sfondi cambiano tra i livelli, ma in tutti è presente una montagna, che nel secondo ciclo di epoche diventa un vulcano che di tanto in tanto può eruttare massi. Cambiano anche i temi musicali, ad esempio in Corea si sente il tema di M*A*S*H.
C'è infine la possibilità di ricominciare una partita dal livello a cui si è arrivati nella partita precedente, oppure direttamente dal secondo ciclo di epoche per una maggiore difficoltà.